# Jovan Dučić

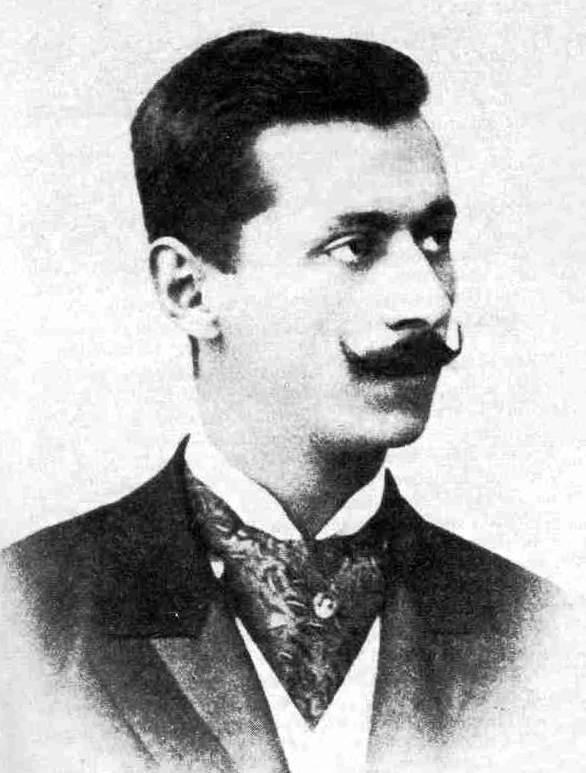
Jovan Dučić

Jovan Dučić (serbisch-kyrillisch Јован Дучић; * 17. Februar 1871 in Trebinje, Osmanisches Reich; † 7. April 1943 in Gary, USA) war ein serbischer Dichter und Diplomat.
Zudem war er ein Mitbegründer der Narodna Odbrana, einer serbischen patriotischen Vereinigung, die als Antwort auf die bosnische Annexionskrise von 1908 entstand. In der jugoslawischen bzw. serbischen Literatur gilt Dučić  als einer der bedeutendsten Dichter und Lyriker der Moderne. Seine Lyrik ist beeinflusst von den französischen Parnassiens und dem Symbolismus.

## Biographie
Jovan Dučić wurde in Trebinje in der Herzegowina geboren, das damals zum Osmanischen Reich gehörte. Sein Vater Andrija war Kaufmann und verstarb im herzegowinischen Aufstand gegen die Osmanen von 1875. Seine Mutter Jovanka verstarb 1900. In Trebinje besuchte Dučić die Grundschule, in Mostar anschließend die Handelsschule. Die Lehrerschule besuchte er in Sarajevo und in Sombor, wo er seinen Abschluss machte. Als Lehrer arbeitete er in mehreren Städten, bevor er nach Mostar zurückkehrte und gemeinsam mit dem Schriftsteller Svetozar Ćorović und dem Dichter Aleksa Šantić eine Literaturzeitschrift namens Zora (Morgenröte) herausgab. Sein offen gezeigter serbischer Patriotismus brachten ihn in Schwierigkeiten mit den damaligen österreichisch-ungarischen Behörden, weswegen er zu höheren Studien ins Ausland zog, namentlich Paris und Genf. In Genf machte er sein Jurastudium, bevor er 1907 in den diplomatischen Korps des Königreichs Serbien eintrat. Seine diplomatische Laufbahn für Serbien und später Jugoslawien führte ihn nach Istanbul, Sofia, Rom, Athen, Kairo, Madrid, Lissabon und dem Völkerbund. 1937 wurde Dučić Botschafter in Rumänien. Dučić sprach mehrere Fremdsprachen und er wurde als ein fähiger Diplomat postuliert. 1931 wurde er zum ständigen Mitglied der Königlich serbischen Akademie, der heutigen Serbischen Akademie der Wissenschaften und Künste.
Mit dem Ausbruch des Zweiten Weltkrieges und der Besetzung Jugoslawiens 1941 ging Dučić in Exil in die USA, zu seinen Verwandten in Gary, Indiana. Bis kurz vor seinem Tod leitete er die in Chicago ansässige, von Mihajlo Pupin begründete Serbian National Defense Council of America (Serbischer Nationaler Verteidigungsrat Amerikas), wo er sich besonders bemühte, auf die Verbrechen des Ustascha-Regimes aufmerksam zu machen.
Jovan Dučić verstarb am 7. April 1943 und wurde auf dem serbisch-orthodoxen Friedhof der Kirche des hl. Sava in Libertyville beigesetzt. Im Oktober 2000 wurden seine sterblichen Überreste gemäß seinem testamentarischen Willen in seinen Geburtsort Trebinje im zu diesem Zweck errichteten Kloster Herzegowinisches Gračanica, benannt nach dem  gleichnamigen Kloster im Kosovo, überführt.